# Jennifer Dahlgren
Jennifer Dahlgren Fitzner (Buenos Aires, 21 de abril de 1984) es una exatleta argentina especializada en lanzamiento de martillo. Hasta 2012, ha sido tres veces campeona sudamericana en su especialidad, campeona panamericana junior y medalla de bronce en los Juegos Panamericanos de 2007. Ha representado a su país en los Juegos Olímpicos de Atenas 2004, Pekín 2008, Londres 2012 y Río de Janeiro 2016. Es hija de la atleta olímpica argentina Irene Fitzner. Becada por la Secretaría de Deportes de la Nación. Recibió el Premio Konex en 2010 como una de las 5 mejores atletas de la década en Argentina.